# Valhelhas
Valhelhas is een plaats (freguesia) in de Portugese gemeente Guarda en telt 509 inwoners (2001).